# Josep Señé Escudero
Josep Señé Escudero (Sant Cugat del Vallès, Vallès Occidental, 10 de desembre de 1991) és un futbolista professional català que juga com a migcampista atacant al Racing de Ferrol.

## Trajectòria esportiva
Señé es va formar amb el Terrassa FC, després d'haver començat a jugar amb el Sant Cugat Esport i Junior, i va debutar com a sènior el 2010, a la Segona divisió espanyola de futbol B. El juliol d'aquell any va fitxar pel Reial Madrid CF, per jugar al Reial Madrid C a la tercera divisió.
El 30 de juliol de 2012 Señé fou cedit al Reial Oviedo de la Segona B, per un any. El 5 de juliol de l'any següent va signar un contracte permanent d'un any amb el club, després que expirés el contracte anterior amb el Reial Madrid.
El 24 de gener de 2015 Señé va rescindir el contracte amb els Carbayones, i va signar per un any amb el Celta de Vigo l'endemà, per jugar al Celta de Vigo B també a la tercera divisió.
El 29 de juliol de 2015 Señé fou promocionat definitivament al primer equip del Celta a La Liga. Va debutar com a professional el 28 de novembre, entrant com a suplent als darrers minuts en el lloc de Fabián Orellana en una victòria per 2–1 a casa contra l'Sporting de Gijón.
El 20 de juliol de 2017, Señé fou traspassat a la Cultural y Deportiva Leonesa de la segona divisió. El 10 de juliol de 2019, va signar contracte per tres anys amb el RCD Mallorca, acabat d'ascendir a la màxima categoria. Va jugar només en vuit partits durant la temporada, que derivà en descens.
Señé fou cedit al CE Castelló de segona divisió el 14 d'agost de 2020, per un any. Va ser titular durant la temporada i va marcar dos gols, però l'equip va descendir.
El 3 d'agost de 2021, Señé va signar contracte per dos anys amb el CD Lugo, de segona divisió.